# Kurt Zube
Kurt Helmut Zube (* 14. Juli 1905 in Danzig, Deutsches Reich; † 7. Mai 1991 in Freiburg im Breisgau) war ein deutscher Autor, Verleger und Versandbuchhändler. Er schrieb oft unter dem Pseudonym K. H. Z. Solneman (Initialen und Ananym von „namenlos“). Als Individualanarchist war Zube außerdem Gründer der Mackay-Gesellschaft und einer der ersten Teilnehmer der WIR (Wirtschaftsring-)Genossenschaft (heutiger Name WIR-Bank).

## Leben

### Kindheit und Jugend
Kurt Zube war das einzige Kind von Nathanael und Alice Zube. In seinem 7. Lebensjahr erkrankte er an einer chronischen Schwerhörigkeit und konnte erst viel später wieder mittels moderner Hörgeräte an normalen Gesprächen teilnehmen. Nach dem Abitur am „Kronprinz-Wilhelm-Realgymnasium“ in Danzig studierte er Philosophie und Staatswissenschaften. Circa 1929 beendete er nach acht Semester sein Studium in Berlin. Im gleichen Jahr lernte er den – trotz seines schottischen Namens – deutschen Schriftsteller John Henry Mackay kennen, der in den 1890er Jahren als Wiederentdecker von Max Stirner und seither als Propagandist des Individualanarchismus bekannt geworden war.
Zube gründete 1931 die Mackay-Gesellschaft, um Unterstützung für den infolge der Weltwirtschaftskrise finanziell in Not geratenen Schriftsteller zu organisieren. Der stolze und sensible Mackay nahm jedoch diese Hilfestellung nicht an und brach seine Beziehung zu Zube ab.
Der Briefwechsel zwischen Kurt Zube und John Henry Mackay von 1929 bis 1933 befindet sich in der Bibliothek der Freien. Die Mackay-Gesellschaft konnte dem Schriftsteller nicht mehr substantiell helfen und erlosch 1933, sowohl aufgrund von Mackays Tod als auch wegen der Machtübergabe an die NSDAP in Deutschland.

### Wirken
Nach Beendigung seines Studiums 1929 hatte K. Zube bereits die Zeitschrift Radikaler Geist – ein Querschnitt durch die damalige Literatur aller Richtungen, redigiert. Neben der Tätigkeit als Schriftsteller und Verleger betrieb er ebenfalls eine Versandbuchhandlung und heiratete 1930 seine erste Frau, Hildegard Zube. Sie hatten zwei Kinder zusammen, den Sohn Jörn (der später nach Australien auswanderte) und die Tochter Karla. Jörn (John) Zube ist bekannt geworden durch ein neuartiges Konzept zur kostengünstigen Verbreitung von Büchern und Schriften (von Freiheitsdenkern) sowie als Vertreter der Idee der „Panarchie“ nach de Puydt.
1931 erfuhr Deutschland eine Bankenkrise von ungeahntem Ausmaß. 1933 wurden Kurt Zubes Konten gesperrt, Verlagswerke beschlagnahmt und es wurde ihm ein Berufsverbot auferlegt. Die Zeitschrift Radikaler Geist war der Obrigkeit ein Dorn im Auge, denn zum einen erschienen Autorenporträts von unter anderem André Gide, Gerhart Hauptmann, Kurt Tucholsky und Ernst Jünger, zum anderen hatte Zube einen Artikel veröffentlicht mit dem Titel: „Heil Hitler“ (im Sinne von „heile ihn“). Auch verbrannte die Gestapo wertvolle Manuskripte und Zubes Privatbibliothek. Hausdurchsuchungen und die Drohung, ihn in das Konzentrationslager Oranienburg zu deportieren, sowie ein Jahr später ein zwei Tage dauerndes Verhör machten ihm das Leben schwer. Finanziell waren er und seine Frau schlecht gestellt und unter dem Druck der immer stärker werdenden Diktatur in Deutschland emigrierten beide am 6. Januar 1935 nach Wien. Als Nicht-Österreicher hatte Zube Arbeitsverbot und Meldeauflage bei der dortigen Polizei. Zubes Ausbürgerung aus Deutschland wurde im Juli 1935 im Reichsanzeiger bekannt gegeben. Damit war er staatenlos geworden; sein deutscher Pass wurde eingezogen. Im gleichen Jahr wurde Zubes Ehe geschieden.
Trotz der materiellen Dürftigkeit, die sein Leben als freier Schriftsteller zu dieser Zeit mit sich brachte, ging Kurt Zube ungebrochen seinen Weg. Als Teilnehmer der schweizerischen WIR-(Wirtschaftsring-)Genossenschaft hatte er, der sich aufgrund seiner anarchistischen Ansichten schon früher mit den Auswirkungen des Geldmonopols beschäftigt hatte, nicht viel Glück. Er investierte zwar in die WIR-Genossenschaft „viel Geld“, erhielt jedoch keine Aufenthaltsgenehmigung für die Schweiz. Die Wirtschaftsring-Genossenschaft wurde am 16. Oktober 1934 als „Selbsthilfeorganisation von Werner Zimmermann, Paul Enz und 14 weiteren Personen gegründet“ (W. Wüthrich, Zürich). Da Zube keine Aufenthaltsgenehmigung in der Schweiz erhalten hatte und die WIR-Satzung vorschrieb, dass nur Schweizer Mitglied werden konnten, war er einer der ersten Teilnehmer, aber kein Mitgründer der Genossenschaft. Zube trennte sich schließlich von der WIR-Genossenschaft (heute: WIR Bank) und begann, neue Wege zur Selbsthilfe zu suchen und gründete zum Beispiel die SAG, „Selbsthilfe auf Gegenseitigkeit“, und die ESAG, „Existenz-Sicherung auf Gegenseitigkeit“.
Nach dem Anschluss Österreichs an das Deutsche Reich im März 1938 zog Zube nach Berlin zu seinen Eltern, wo er „als Fakturist und kaufmännischer Angestellter arbeitete“. 1942 heiratete er seine zweite Frau, die er in Wien kennengelernt hatte. Nach Kriegsende konnte er nicht sofort als Verleger arbeiten, weil er staatenlos war und die Amerikaner ihm deshalb zunächst keine Verlagslizenz erteilten. Später konnte er die Zeitschrift Europäischer Beobachter herausgeben, aber nur sechs Monate lang, bis das amerikanische Konzessionsrecht durch das österreichische abgelöst wurde. 1946 gab Zube in seinem „Weltweiten Verlag“ die Broschüre Der Weltverband der Staatenlosen heraus. Allerdings wurde Zubes Neustart als Verleger durch die österreichischen Behörden vereitelt, und Zube musste seinen Wohnsitz in St. Konrad aufgeben, da man ihm mit Ausweisung gedroht hatte.
Zube kehrte nach Deutschland zurück, wo sein Leben als Staatenloser ebenfalls schwierig war. Eine bereits akzeptierte polizeiliche Anmeldung wurde widerrufen, weil er keinen Fremdenpass und keine Zuzugsgenehmigung hatte. Stationen auf dem Weg, in Deutschland Fuß zu fassen, waren Freiburg, München und Hildesheim. Bis er wieder als Verleger und Versandbuchhändler tätig werden konnte, vergingen mehrere Jahre voller bürokratischer Probleme. 1951 bekam er schließlich die deutsche Staatsangehörigkeit zurück. Zube ließ sich in München nieder, wo er für den Drei Eichen Verlag als freier Mitarbeiter eine Werbezeitung redigierte. Es gelang ihm auch, erneut eine Zeitschrift im Sinne der früheren Publikation Radikaler Geist herauszugeben: Erlesenes, die von 1956 bis 1968 erschien. Er veröffentlichte unter anderem in der Zeitschrift Zeitgeist.
1974 gelang es Kurt Zube, die Mackay-Gesellschaft erneut zu gründen, nun, um vor allem die seit langem vergriffene Literatur von Mackay und seinem Umfeld wieder verfügbar zu machen. „Sie trug dadurch gewiss zur Ausgestaltung des überkommenen Bestandes des individualistischen Anarchismus bei“ (Bernd A. Laska). Unter anderem erschienen die Broschürenreihen Lernziel Anarchie und Zur Sache. Als Treuhänder der Mackay-Gesellschaft übernahm Uwe Timm von 1977 bis 1984 die Verantwortung für alle finanzielle Verpflichtungen des Verlages und sorgte dafür, dass die neuen Publikationen aus den Einnahmen bestritten werden konnten. Außerdem war er unter anderem zuständig für die Öffentlichkeitsarbeit und Stellungnahmen (Diskussion, Korrespondenz etc.).
Kurt Zube starb am 7. Mai 1991 in Freiburg im Breisgau. Sein Nachlass wurde im Sommer 2005 der Bibliothek der Freien übertragen und bildet jetzt Fonds 5 des Archivbereichs der Bibliothek mit 135 archivalischen Einheiten.

## Denken
Kurt Zube war ein Vertreter des individualistischen Anarchismus in der Tradition von Josiah Warren, Max Stirner, Benjamin Tucker und John Henry Mackay. Selbst lehnte er die Bezeichnung individualistischer Anarchist ab und ersetzte sie durch den „kritisch-wissenschaftlichen Anarchismus“. Anarchie und Anarchismus waren für Zube die konsequente Weiterentwicklung des demokratischen Gedankens als „Gleiche Freiheit Aller“; Pluralismus, Mündigkeit, Toleranz und freie Entwicklung der Persönlichkeit ohne jegliche Herrschaftsform. Zube ging nicht von einer utopischen „freien Gesellschaft“ aus, sondern vom konkreten, einzelnen Menschen. Sein Standpunkt war, dass nur dann, wenn der einzelne Mensch, das Individuum, frei sei, auch die Gesellschaft frei sein werde. „Anarchist ist derjenige, der freiwillig darauf verzichtet, andere beherrschen zu wollen“ (K.H.Z. Solneman, in: Das Manifest der Freiheit und des Friedens). Für ihn war die freie Gesellschaft, der Anarchismus, kein abstrakter Begriff, sondern eine freie Vereinigung von Einzelnen, die sich durch solidarisches Zusammenwirken und im Bewusstsein ihrer individuellen Art und Eigenschaften unter Ablehnung aller Herrschaftsformen zu praktischen Zwecken zusammenschließen.

## Werke (Auswahl)
Eine fast unüberschaubare Anzahl von Veröffentlichungen Kurt Zubes ist im Archiv der Bibliothek der Freien und in einer „Internet-Liste“ von Jörn (John) Zube enthalten. Hier sind lediglich Veröffentlichungen aufgeführt, die wesentliche Etappen im Leben des Autors und Anarchisten aufzeigen.

### Autor
- K.H.Z. Solneman: Das Manifest der Freiheit und des Friedens. Der Gegenpol zum kommunistischen Manifest, Verlag der Mackay-Gesellschaft, Freiburg/Breisgau 1977. ISBN 3-921388-12-0 (abstract) (Textauszug: Das Manifest der Freiheit und des Friedens) (Erhielt 1977 den „alternativen Friedenspreis“ der Gegenbuchmesse in Frankfurt/Main)
- Kurt Zube, An Anarchist Manifesto (1977)
- K.H.Z. Solneman: Der Bahnbrecher. John Henry Mackay, Verlag der Mackay-Gesellschaft, Freiburg/Breisgau 1979. ISBN 3-921388-32-5

### Herausgeber
- Radikaler Geist, ein Querschnitt durch die Literatur aller Richtungen. Verlag Radikaler Geist, Berlin 1930–1933
- Der Steinklopfer. Ruf der Werktätigen, zusammen mit Heinz Elm-Mann (d. i. Paul Heinzelmann). Werk-Tat Druck u. Verlag, Berlin 1932
- Erlesenes. Die Zeitschrift mit dem weltweiten Horizont, Verlag Th. Mann K.G., Gießen 1955–1968

## Weiterführende Literatur
- Wolfgang Eckhardt: Kurt Zube (1905–1991). Nachlaßverzeichnis. (PDF; 1,1 MB) Mit einer Einführung von Uwe Timm, Karin Kramer Verlag, Berlin 2006. ISBN 3-87956-311-X
- Uwe Timm: Zum Gedächtnis an Kurt Zube, in: espero – Rundbrief der Mackay-Gesellschaft, Nr. 0, März 1994, S. 11–15